# Магді Камара
Магді Камара (фр. Mahdi Camara; 30 червня 1998, Мартіг, Франція) — французький футболіст малійського походження, півзахисник «Бреста».

## Кар'єра
Є вихованцем «Сент-Етьєна». З сезону 2015/16 став виступати за другу команду. 23 січня 2016 року дебютував за неї в поєдинку проти «Селонже». Всього в дебютному сезоні провів п'ять зустрічей, лише з наступного ставши гравцем стартового складу. 26 лютого 2017 року забив свій перший м'яч у професійному футболі, вразивши ворота клубу «Оріяк-Арпажон». Після проведеного чергового сезону, 2017/2018, у другій команді, підписав з клубом трирічний контракт. Сталося це 15 березня 2018 року.
11 серпня 2018 року Камара дебютував у Лізі 1 у поєдинку проти «Генгама». На 81-ій хвилині він вийшов на поле замість Кевіна Монне-Паке. Втім так і не закріпившись в основі, у січні 2019 року він був він був відданий в оренду в нижчоліговий «Лаваль» з третього дивізіону до кінця сезону. Влітку 2019 повернувся до «Сент-Етьєна», однак станом на 4 листопада 2019 так жодного разу й не вийшов на поле.

## Статистика
| Клуб             | Сезон            | Ліга | Ліга | Кубок | Кубок | Єврокубки | Єврокубки | Всього | Всього |
| Клуб             | Сезон            | Ігри | Голи | Ігри  | Голи  | Ігри      | Голи      | Ігри   | Голи   |
| ---------------- | ---------------- | ---- | ---- | ----- | ----- | --------- | --------- | ------ | ------ |
| «Сент-Етьєн II»  | 2015/16          | 5    | 0    | 0     | 0     | 0         | 0         | 5      | 0      |
| «Сент-Етьєн II»  | 2016/17          | 16   | 4    | 0     | 0     | 0         | 0         | 16     | 4      |
| «Сент-Етьєн II»  | 2017/18          | 25   | 5    | 0     | 0     | 0         | 0         | 25     | 5      |
| «Сент-Етьєн II»  | Всього           | 46   | 9    | 0     | 0     | 0         | 0         | 46     | 9      |
| «Сент-Етьєн»     | 2017/18          | 0    | 0    | 1     | 0     | 0         | 0         | 1      | 0      |
| «Сент-Етьєн»     | 2018/19          | 1    | 0    | 0     | 0     | 0         | 0         | 1      | 0      |
| «Сент-Етьєн»     | Всього           | 1    | 0    | 1     | 0     | 0         | 0         | 2      | 0      |
| «Лаваль»         | 2018/19          | 14   | 3    | 0     | 0     | 0         | 0         | 14     | 3      |
| Всього в кар'єрі | Всього в кар'єрі | 61   | 12   | 1     | 0     | 0         | 0         | 62     | 12     |